# 男歌女唱
《男歌女唱》是由鄒凱光執導，梅艷芳、黃子華、許紹雄、錢嘉樂等主演的喜劇電影。於2001年在香港上映。

## 演員表
| 演 員    | 角 色             | 備註 |
| 梅艷芳   | 朱維德            | 負責管理辦公室物資的孤獨白領，缺乏人緣，黃勁之同事。擁有唱歌的天份，但缺乏信心於人前唱歌。為參加電視台舉辦的K歌之王大賽，接受黃勁特訓。最終成為黃勁的女友。 名字同老牌老電視主持朱維德。 |
| 黃子華   | 黃勁（King Wong） | 擅於鬥歌及熟悉卡拉OK相關知識，為人極有自信，自稱「K歌之王」。於K歌之王大賽初賽中未能晉級。朱維德之同事，最終成為其男友。                                                                 |
| 許紹雄   | 史蒂芬            | 朱維德、黃勁之上司。 |
| 黃素璧   | Olive             | 朱維德、黃勁之新同事。 |
| 曾德華   | Ricky             | 朱維德、黃勁之同事。名字合稱同Ricky Martin。 |
| 陳萬雷   | Martin            | 朱維德、黃勁之同事。名字合稱同Ricky Martin。 |
| 錢嘉樂   | Tim               | 朱維德之前男友。流行音樂界中人。 |
| 田蕊妮   | Kika              | Tim之現任女友，歌星。 |
| 黃一飛   | 小西灣劉華        | 自稱「小西灣劉華」的歌唱愛好者，與黃勁於酒吧鬥歌落敗。 |
| 卓韻芝   | 油塘蕭亞軒        | 「小西灣劉華」之女兒，自稱「油塘蕭亞軒」。泰國華僑，諳泰語歌。K歌之王大賽參賽者。 |
| 特約演員 | 李龍基            | K歌之王大賽參賽者。每次出場時都伴有柴可夫斯基第1鋼琴協奏曲開首旋律作為背景音樂。 名字同老牌歌手李龍基。                                                                                  |
| 杜汶澤   | K歌之王大賽職員   | 將黃勁趕出比賽後台。 |
| 潘雁英   | 卡拉OK的清潔員    | |

## 歌曲
| 歌名                 | 原唱   | 演唱角色           | 相關情節 ／ 備註                                                        |
| -------------------- | ------ | ------------------ | ----------------------------------------------------------------------- |
| 超人的主題曲         | 陳奕迅 | 黃勁               | 於午飯時段卡拉OK包廂搶得唱歌機會。                                      |
| 超人的主題曲         | 陳奕迅 | 黃勁、Olive        | 於卡拉OK包廂合唱。                                                      |
| 超人的主題曲         | 陳奕迅 | 黃勁               | 初賽演唱。                                                              |
| 超人的主題曲         | 陳奕迅 | 朱維德、黃勁       | 結尾重拾自信的朱維德於卡拉OK包廂搶得唱歌機會。                          |
| 等                   | 陳百強 | 朱維德             | 於卡拉OK包廂獨自唱歌。                                                  |
| 等                   | 陳百強 | 朱維德             | 決賽演唱。                                                              |
| Crystal              | 太極   | 黃勁、小西灣劉華   | 於酒吧鬥歌。 被視為有《少林足球》中黃一飛與周星馳角色在酒吧賣唱的影子。 |
| 都是你的錯（改詞版） |        | 黃勁               | 黃勁於家中表現自信。                                                    |
| 都是你的錯（泰語版） |        | 油塘蕭亞軒         | 在酒吧與朱維德鬥歌時証明自己懂泰語。                                    |
| 都是你的錯           | 陳慧琳 | 油塘蕭亞軒         | 決賽演唱。                                                              |
| 大懶堂               | LMF    | 李龍基             | 決賽演唱。                                                              |
| 男人最痛             | 許志安 | 吃午飯的交通督導員 | 於午飯時段卡拉OK包廂唱歌。                                              |
| 感情線上             | 鄭秀文 |                    |                                                                         |

## 評論
本片常被坊間拿來與黃子華主演的2000年電視劇《男親女愛》比較。

## 備註
1. ↑  本片主題曲。
2. 1 2  按片尾列表。

## 外部連結
- 香港影庫上《男歌女唱》的資料（繁體中文）
- 互联网电影数据库（IMDb）上《男歌女唱》的资料（英文）
- 豆瓣电影上《男歌女唱》的資料 （简体中文）
- 时光网上《男歌女唱》的資料（简体中文）